# (10545) Källunge
(10545) Källunge, désignation internationale (10545) Kallunge, est un astéroïde de la ceinture principale.

## Description
(10545) Kallunge est un astéroïde de la ceinture principale. Il fut découvert le 2 mars 1992 à La Silla par le programme UESAC. Il présente une orbite caractérisée par un demi-grand axe de 2,24 UA, une excentricité de 0,12 et une inclinaison de 2,6° par rapport à l'écliptique.

## Compléments